# Lovington (New Mexico)
Lovington is een plaats (city) in de Amerikaanse staat New Mexico, en valt bestuurlijk gezien onder Lea County.

## Demografie
Bij de volkstelling in 2000 werd het aantal inwoners vastgesteld op 9471.
In 2006 is het aantal inwoners door het United States Census Bureau geschat op 9693, een stijging van 222 (2,3%).

## Geografie
Volgens het United States Census Bureau beslaat de plaats een oppervlakte van
12,4 km², geheel bestaande uit land.

## Plaatsen in de nabije omgeving
De onderstaande figuur toont nabijgelegen plaatsen in een straal van 56 km rond Lovington.